# Список мінімального розміру оплати праці за країною

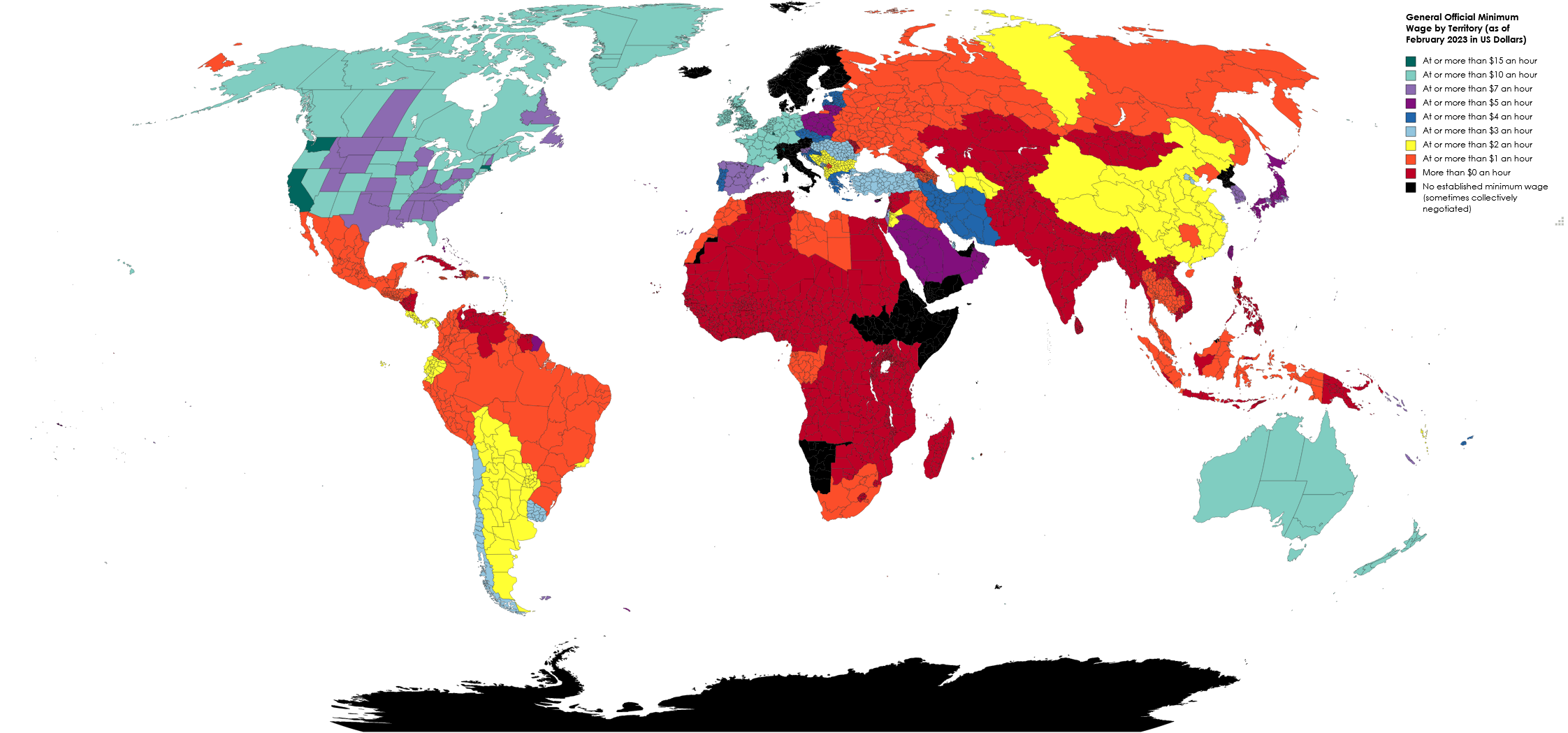
Мінімальний розмір оплати праці в доларах США (станом на 02/2023 рік)

Список за країною Мінімальний розмір оплати праці або МРОП.
Це список офіційних мінімальних ставок заробітної плати 193 держав-членів Організації Об'єднаних Націй, особливого адміністративного району Китаю, Гонконгу і наступних невизнаних або частково визнаних держав: Тайвань, Північний Кіпр, Косово і Палестина.
Деякі країни можуть мати дуже складну систему мінімальної заробітної плати; наприклад, в Індії понад 1202 мінімальних ставок заробітної плати.

## Методика
Зазначена мінімальна заробітна плата відноситься до валового сумі, тобто до вирахування податків і внесків на соціальне страхування, які варіюються від однієї країни до іншої. Також виключені з розрахунків регламентовані оплачувані вихідні дні, в тому числі державні свята, допомоги на випадок хвороби, щорічну відпустку і внески соціального страхування, що сплачуються роботодавцем.
Мінімальний розмір оплати праці в основному представлений за місяць, але в країнах де немає щомісячної оплати праці представлена погодинна. Країни де відсутня мінімальна заробітна плата помічені " - ".

## Список
| Ранг | Країна                                                | МРОП на місяць ($) | Національна валюта | Рік  |
| ---- | ----------------------------------------------------- | --- | --- | ---- |
| 1    | Австралія                                             | Для осіб віком від 21 року, які не підлягають під отримання премії чи ін., МЗП становить $535,63 на тиждень або $13,56 на годину. Для осіб молодше 21 року (учні, стажери, на яких не поширюється винагорода) МЗП встановлена у відсотках від звичайної ставки. Для осіб молодше 16 років - це 36,8% або $9,13 на годину                                                                                                   | Для осіб віком від 21 року - 753,8 австралійських доларів на тиждень / 19,84 австралійських доларів на годину. Для осіб молодше 16 років - 7,3 австралійських доларів на годину. | 2020 |
| 2    | Австрія                                               | - | - | 2017 |
| 3    | Азербайджан                                           | $146 | 250 манатів | 2019 |
| 4    | Албанія                                               | $226 | 24000 леків | 2017 |
| 5    | Алжир                                                 | $156,19 | 20000 динарів | 2020 |
| 6    | Ангола                                                | $58 | 21454 кванз | 2019 |
| 7    | Андорра                                               | $1177 | €1017.47 | 2018 |
| 8    | Антигуа і Барбуда                                     | $3,01 за годину | EC$ 8.20 на годину | 2014 |
| 9    | Аргентина                                             | $295 | 11,300 песо | 2018 |
| 10   | Афганістан                                            | $95 | 5500 афгані | 2017 |
| 11   | Багамські Острови                                     | $5,25 на годину, $42 в день і $210 в тиждень. | B$5,25 на годину B$42 в день і B$210 в тиждень. | 2017 |
| 12   | Бангладеш                                             | $19 в місяць для всіх секторів економіки, які не охоплюються галузевої заробітною платою. У швейній промисловості мінімальна заробітна плата становить $ 68 в місяць. | 1500 така в місяць для всіх секторів економіки, які не охоплюються галузевої заробітною платою. У швейній промисловості мінімальна заробітна плата становить 5 300 така в місяць. | 2013 |
| 13   | Барбадос                                              | $3.13 на годину | BDS $6.25 на годину | 2012 |
| 14   | Бахрейн                                               | $800 (для державного сектору) | 300 BHD | 2017 |
| 15   | Беліз                                                 | $1.65 на годину | BZ$3.30 на годину | 2017 |
| 16   | Бельгія                                               | $1826 | €1562.59 | 2017 |
| 17   | Бенін                                                 | $72 | 40000 франків | 2014 |
| 18   | Білорусь                                              | $149 | 305.00 рублів | 2018 |
| 19   | Болгарія                                              | $326 | 560 левів | 2019 |
| 20   | Болівія                                               | $289.45 | 2000 болівіано | 2017 |
| 21   | Боснія і Герцеговина (Федерація Боснії і Герцеговини) | $246.5 | 406 марок | 2017 |
| 22   | Боснія і Герцеговина (Республіка Сербська)            | $239.82 | 395 марок | 2017 |
| 23   | Ботсвана                                              | $0,58 на годину для більшості зайнятих повний робочий день в приватному секторі; $0.28 на годину для домашніх працівників або приблизно $2,28 в день; $58 в місяць для працівників сільському господарстві. | 3.8 пула на годину для більшості зайнятих повний робочий день в приватному секторі; 2.7 пула на годину для домашніх працівників або приблизно 21,6 пула в день; 550 пула в місяць для працівників сільського господарства. | 2017 |
| 24   | Бразилія                                              | $257 | 998 реал | 2019 |
| 25   | Бруней                                                | - | - | 2017 |
| 26   | Буркіна-Фасо                                          | $62 | 34664 франків | 2017 |
| 27   | Бурунді                                               | - | - | 2017 |
| 28   | Бутан                                                 | $58.55 | 3750 Нгултрум | 2017 |
| 29   | Вануату                                               | $323 | 30 000 вату | 2012 |
| 30   | Велика Британія                                       | $1569 | £1218.75 | 2017 |
| 31   | Венесуела                                             | $7.56 | 97531.56 болівар | 2017 |
| 32   | В'єтнам                                               | Варіюється по регіонах; Регіон I: $165 в місяць; Регіон II: $154 в місяць; Регіон III: $136 в місяць і регіон IV: $118 в місяць. | Варіюється по регіонах; Регіон I: 3700000 донг в місяць; Регіон II: 3500000 донг в місяць; Регіон III: 3100000 донг в місяць і регіон IV: 2700000 донг в місяць. | 2017 |
| 33   | Вірменія                                              | $143 | 68000 драмів | 2019 |
| 34   | Габон                                                 | $255 | 150000 франків | 2015 |
| 35   | Гаїті                                                 | $1.95 в день для домашніх працівників протягом восьмигодинного робочого дня; $3.52 в день для галузей сегмента А; $3.76 в день для галузей сегмента B; $4.07 в день для галузей сегмента С; $3.52 в день для працівників компаній, що працюють з товарами, що реекспортуються; і $4.70 в день для працівників підприємств виробляють товари, які експортуються.                                                            | 125 гурдів в день для домашніх працівників протягом восьмигодинного робочого дня; 225 гурдів в день для галузей сегмента А; 240 гурдів в день для галузей сегмента B; 260 гурдів в день для галузей сегмента С; 225 гурдів в день для працівників компаній, що працюють з товарами, що реекспортуються; і 300 гурдів в день для працівників підприємств виробляють товари, які експортуються.                                                              | 2017 |
| 36   | Гаяна                                                 | $162.2 в місяць, $7.49 в день і $0.93 на годину. | G$35,000 на місяць, G$1,616 в день і G$202 в годину. | 2017 |
| 37   | Гамбія                                                | $1.25 на годину | 50 даласі на годину | 2017 |
| 38   | Гана                                                  | $1.7 | 9,68 седі в день. | 2018 |
| 39   | Гватемала                                             | $10.89 в день для робітників в сільськогосподарських і несільськогосподарських сферах. $9.96 в день для робітників на фабриках експортного сектора. Наймані працівники також отримують обов'язковий щомісячний бонус в $33.26, а так само два обов'язкових річних бонусу і різдвяний бонус, кожен еквівалентний зарплати за один місяць.                                                                                   | 81.87 кетсалей в день для робітників в сільськогосподарських і несільськогосподарських сферах. 74,89 кетсалей в день для робітників на фабриках експортного сектора. Наймані працівники також отримують обов'язковий щомісячний бонус в 250 кетсалей, а так само два обов'язкових річних бонусу і різдвяний бонус, кожен еквівалентний зарплати за один місяць.                                                                                            | 2017 |
| 40   | Гвінея                                                | $62 | Трудовий кодекс дозволяє уряду встановлювати мінімальну погодинну оплату праці; однак уряд не скористалося цим положенням, за винятком встановлення мінімальної заробітної плати для домашніх працівників на 440 000 GNF на місяць. | 2017 |
| 41   | Гвінея-Бісау                                          | $30 | 19030 франків + мішок рису | 2017 |
| 42   | Гернсі                                                | $8,79 на годину для осіб старше 18 років. $8,49 доларів США за годину для осіб у віці 17-18 років.. | £7,20 за годину для осіб старше 18 років. £6,50 доларів США за годину для осіб у віці 17-18 років. | 2017 |
| 43   | Гондурас                                              | $361.42 | 8448.40 лемпіра | 2017 |
| 44   | Гонконг                                               | $4.41 на годину | HK$34.50 на годину | 2017 |
| 45   | Гренада                                               | Мінімальний розмір оплати праці встановлений за професіями; наприклад, мінімальна заробітна плата для домашніх працівників, становить $1.65 на годину, а для охоронця - $3.31 за годину | Мінімальний розмір оплати праці встановлений за професіями; наприклад, мінімальна заробітна плата для домашніх працівників, становить EC$4,50 на годину, а для охоронця - EC$9,00 на годину. | 2017 |
| 46   | Греція                                                | $811.96 | €683.76 | 2017 |
| 47   | Грузія                                                | $8.36 | 20 ларі | 2017 |
| 48   | Данія                                                 | - | - | 2017 |
| 49   | Джибуті                                               | - | - | 2017 |
| 50   | Домініка                                              | $1.50 на годину | EC$4.00 на годину | 2017 |
| 51   | Домініканська Республіка                              | $173 в місяць в зоні вільної торгівлі, $163 в місяць і $268 в місяць поза зоною вільної торгівлі, $122 в місяць в державному секторі; $4.87 в день для сільськогосподарських робітників, які покриваються правилами мінімальної заробітної плати на основі 10-годинного робочого дня, за винятком працівників плантацій цукрової тростини, які отримують $3.04 в день на основі восьмигодинного робочого дня.              | 8310 песо в місяць в зоні вільної торгівлі, 7843 песо в місяць і 12873 песо в місяць поза зоною вільної торгівлі, 5884 песо в місяць в державному секторі; 234 песо в день для сільськогосподарських робітників, які покриваються правилами мінімальної заробітної плати на основі 10-годинного робочого дня, за винятком працівників плантацій цукрової тростини, які отримують 146 песо в день на основі восьмигодинного робочого дня.                   | 2017 |
| 52   | Еквадор                                               | $386 + 13-а та 14-а зарплати | $386 | 2018 |
| 53   | Екваторіальна Гвінея                                  | $224 | 129035 франків | 2017 |
| 54   | Еритрея                                               | - | - | 2017 |
| 55   | Естонія                                               | $567 | €500 | 2017 |
| 56   | Ефіопія                                               | - | - | 2017 |
| 57   | Єгипет                                                | - | - | 2017 |
| 58   | Ємен                                                  | $100 для держслужбовців | 21000 ріалів для держслужбовців | 2017 |
| 59   | Замбія                                                | Залежить від сектора; $81 в місяць для домашніх працівників, $24 в місяць для крамарів і між $24 і $18 для загальних працівників в категоріях від одного до п'яти, включаючи, в тому числі, реєстратори і службовці (включаючи оплату праці, обід і житлові посібники). Зверніть увагу, динячі мабуть, відносяться до старої квачи, яка була замінена новою квачів в 2012 році за ставкою 1 нова квача = 1000 старих квач. | Залежить від сектора; 522400 квач в місяць для домашніх працівників, 132400 квач в місяць для крамарів і між 132400 квач і 101039 квач для загальних працівників в категоріях від одного до п'яти, включаючи, в тому числі, реєстратори і службовці (включаючи оплату праці, обід і житлові посібники). Зверніть увагу, динячі мабуть, відносяться до старої квачи, яка була замінена новою квачів в 2012 році за ставкою 1 нова квача = 1000 старих квач. | 2012 |
| 60   | Зімбабве                                              | - | - | 2017 |
| 61   | Ізраїль                                               | $1472 | ₪5300 | 2018 |
| 62   | Індія                                                 | Варіюється від $ 2,40 долара в день в Біхарі до $ 6,35 долара в день в Делі. Уряди штатів встановлюють окрему мінімальну заробітну плату для сільськогосподарських робітників. | Варіюється від 160 рупій до 423 рупій в день. | 2015 |
| 63   | Індонезія                                             | Варіюється в залежності від провінцій, районів і сектора; від $109 в місяць в Джокьякарта до $272 в місяць в Джакарті. | Варіюється від 1 570 922 рупій в місяць до 3 940 972 рупій в місяць. | 2019 |
| 64   | Ірак                                                  | $214 | 250000 динар | 2014 |
| 65   | Іран                                                  | $279 доларів США на місяць, щорічно встановлюються для кожного промислового сектора і регіону. Стандартний робочий тиждень становить 44 години, а будь-яка робота понад 48 годин дає працівникові право отримає понаднормові. | 11 112 690 ріал в місяць, щорічно встановлюються для кожного промислового сектора і регіону. Стандартний робочий тиждень становить 44 години, а будь-яка робота понад 48 годин дає працівникові право отримає понаднормові. | 2018 |
| 66   | Ірландія                                              | $1856.36 | €1563.25 | 2017 |
| 67   | Ісландія                                              | - | - | 2017 |
| 68   | Іспанія                                               | $1200 | €1050 | 2019 |
| 69   | Італія                                                | - | - | 2017 |
| 70   | Йорданія                                              | $310 | 220 динарів | 2017 |
| 71   | Кабо-Верде                                            | $141 | 13000 ескудо | 2018 |
| 72   | Казахстан                                             | $78 | 28284 теньге | 2018 |
| 73   | Камбоджа                                              | $182 для працівників швейної та взуттєвої промисловості | - | 2019 |
| 74   | Камерун                                               | $75 | 36270 франків | 2017 |
| 75   | Канада                                                | Мінімальна заробітна плата в Канаді встановлюється кожної провінцією і територією. Варіюється від $8.58 до $10.4 за годину. | Варіюється від C$10.72 до C$13.00 на годину. | 2017 |
| 76   | Катар                                                 | - | - | 2017 |
| 77   | Кенія                                                 | Встановлюється урядом по регіону, віком і рівнем кваліфікації; мінімальний розмір оплати праці в містах складає 10107.10 шилінгів в місяць, а мінімальний розмір оплати праці для некваліфікованих працівників становить 5436.90 шилінгів в місяць, за винятком житлового посібники. | Встановлюється урядом по регіону, віком і рівнем кваліфікації; мінімальний розмір оплати праці в містах складає 10107.10 шилінгів в місяць, а мінімальний розмір оплати праці для некваліфікованих працівників становить 5436.90 шилінгів в місяць, за винятком житлового посібники. | 2015 |
| 78   | Киргизія                                              | $14 | 970 сомів | 2017 |
| 79   | Китай                                                 | Мінімальна заробітна плата в Китаї встановлюється кожної провінцією. Варіюється від $161,07 в місяць і $1.52 на годину в Гуансі-Чжуанському автономному районі до $348,02 в місяць і $3,02 на годину в Шанхаї. | Варіюється від 1120 юанів в місяць і 10,60 юанів на годину до 2420 юанів в місяць і 21 юанів на годину. | 2018 |
| 80   | Кіпр                                                  | - | - | 2017 |
| 81   | Північний Кіпр                                        | $519 | 2740 лір | 2018 |
| 82   | Кірибаті                                              | $1.30 за годину | | 2017 |
| 83   | Колумбія                                              | $300 | 877803 + 102 854 (на субсидію) колумбійських песо | 2020 |
| 84   | Коморські Острови                                     | $129 | 55000 франків в місяць. | 2017 |
| 85   | Республіка Конго                                      | $170 | 90000 франків | 2017 |
| 86   | Демократична Республіка Конго                         | $1.83 в день | 1680 франків в день | 2009 |
| 87   | Південна Корея                                        | $7.28 за годину | 8590 вон на годину. | 2020 |
| 88   | КНДР                                                  | Усереднена $5,5 - $11,1 доларів США в день. | Усереднена 5000 - 10 000 вон в день. | 2014 |
| 89   | Косово                                                | $229.90 | €193.60 | 2017 |
| 90   | Коста-Рика                                            | $ 528 | 300255.79 колон | 2018 |
| 91   | Кот-д'Івуар                                           | Залежить від професії, причому найнижчий показник становить $72 дол. США на місяць для промислового сектора; для будівельників застосовується кілька більш висока мінімальна ставка заробітної плати. | Залежить від професії, причому найнижчий показник становить 36 607 франків в місяць для промислового сектора; для будівельників застосовується кілька більш висока мінімальна ставка заробітної плати. | 2017 |
| 92   | Куба                                                  | На Кубі місячна мінімальна заробітна плата становить від $8.97 до $23. | На Кубі місячна мінімальна заробітна плата становить від 0.35 песо до 0.92 песо. | 2017 |
| 93   | Кувейт                                                | $216 доларів США на місяць. | 60 динарів в місяць. | 2017 |
| 94   | Лаос                                                  | $100 доларів США на місяць; крім того, роботодавці повинні виплачувати допомогу в розмірі $3,74 в день. Мінімальна заробітна плата державних службовців та працівників державних підприємств становить $170 на місяць. | 800000 кіпів в місяць; крім того, роботодавці повинні виплачувати допомогу в розмірі 30000 кіпів в день. Мінімальна заробітна плата державних службовців та працівників державних підприємств становить 1400000 кіпів в місяць. | 2014 |
| 95   | Латвія                                                | $488 | €430 | 2018 |
| 96   | Лесото                                                | Варіюється по секторам. Від $102 в місяць до $112 в місяць. | Варіюється від 1,178 лоті в місяць до 1285 лоті в місяць. | 2014 |
| 97   | Литва                                                 | $630 | €555 | 2019 |
| 98   | Ліберія                                               | $0,31 на годину, за 8 робочих годин в день, за винятком допомоги, для некваліфікованих робітників; $114 в місяць для державних службовців. | 15 доларів на годину, за 8 робочих годин в день, за винятком допомоги, для некваліфікованих робітників; 5 600 доларів в місяць для державних службовців. | 2017 |
| 99   | Ліван                                                 | $450 | 675 000 фунт | 2017 |
| 100  | Лівія                                                 | $325, уряд сильно субсидіює орендну плату і комунальні послуги. | 450 динар | 2011 |
| 101  | Ліхтенштейн                                           | - | - | 2017 |
| 102  | Люксембург                                            | $2361 | €2071.10 | 2019 |
| 103  | Маврикій                                              | $100 | 30000 рупій | 2014 |
| 104  | Мавританія                                            | $100 доларів США на місяць для дорослих. | 30 000 угій в місяць для дорослих. | 2011 |
| 105  | Мадагаскар                                            | $42.98 офіцерів в місяць, $0.24 на годину для несільськогосподарських працівників; $43.60 в місяць, $0.21 на годину для сільськогосподарських робітників. | 133 013.40 аріарі офіцерів в місяць, 767.40 аріарі на годину для несільськогосподарських працівників; 134 920.00 аріарі в місяць, 674.60 аріарі на годину для сільськогосподарських робітників. | 2017 |
| 106  | Північна Македонія                                    | $278.09 | 14424.85 денаров | 2017 |
| 107  | Малаві                                                | $0.94 в день. | 687.70 квач в день. | 2017 |
| 108  | Малайзія                                              | $234.05 в місяць, $1.12 на годину на півострові і $215,3 в місяць, $1.03 на годину в штатах Сабах, Саравак і Лабуан. | RM1000 в місяць, RM4.81 на годину на півострові і RM920 в місяць, RM4.42 на годину в штатах Сабах, Саравак і Лабуан. | 2016 |
| 109  | Малі                                                  | $57 дол. США, доповнених необхідним пакетом пільг, включаючи соціальне забезпечення і медичне обслуговування. | 28 465 франків, доповнених необхідним пакетом пільг, включаючи соціальне забезпечення і медичне обслуговування. | 2014 |
| 110  | Мальдіви                                              | $242 (для державного сектору) | 3100 рупій (для державного сектору) | 2017 |
| 111  | Мальта                                                | $905 за тиждень | €778.34 за тиждень | 2017 |
| 112  | Марокко                                               | $310 в місяць в державному секторі, $265 в місяць в приватному секторі $7 в день для сільськогосподарських працівників. | 3000 дирхамів в місяць в державному секторі, 2570,86 дирхамів в місяць в приватному секторі 69,73 дирхамів в день для сільськогосподарських працівників. | 2017 |
| 113  | Маршаллові Острови                                    | $2,00 на годину | $2,00 на годину | 2017 |
| 114  | Мексика                                               | $5.29 за день | 102.68 песо | 2018 |
| 115  | Федеративні Штати Мікронезії                          | - | - | 2017 |
| 116  | Мозамбік                                              | $58 | 3642 метікалов | 2017 |
| 117  | Молдова                                               | $133.20 | 2380.40 леїв | 2017 |
| 118  | Монако                                                | $2039 | €1753.21 | 2018 |
| 119  | Монголія                                              | $98 | 240000 тугриків | 2017 |
| 120  | М'янма                                                | $2.6 в день, $0.32 на годину | 3600 к'ят в день, 450 к'ят на годину. | 2017 |
| 121  | Острів Мен                                            | $9,15 дол. США за годину для осіб старше 21 років. $8,3 дол. США за годину для осіб у віці 18-20 років. | £7,50 за годину для осіб старше 21 років. £6,85 за годину для осіб у віці 18-20 років. | 2017 |
| 122  | Намібія                                               | - | - | 2017 |
| 123  | Науру                                                 | - | - | 2017 |
| 124  | Непал                                                 | $110 | 13450 рупій | 2018 |
| 125  | Нігер                                                 | $60 | 30 047 франків | 2017 |
| 126  | Нігерія                                               | $50 | 18 000 Нігерійська найра | 2017 |
| 127  | Нідерланди                                            | $1826 | €1578 | 2018 |
| 128  | Нікарагуа                                             | $105.2 | 3187 кордоба | 2017 |
| 129  | Німеччина                                             | $1778.8 | €1498.00 | 2017 |
| 130  | Нова Зеландія                                         | $11 за годину | NZ$16.50 за годину | 2018 |
| 131  | Норвегія                                              | - | - | 2017 |
| 132  | ОАЕ                                                   | - | - | 2017 |
| 133  | Оман                                                  | $592 в місяць плюс допомоги в розмірі $263 в місяць для громадян; не поширюється на іноземних працівників. | 225 ріалів в місяць плюс допомоги у розмірі 100 ріалів в місяць для громадян; не поширюється на іноземних працівників. | 2013 |
| 134  | Пакистан                                              | $142.35 | 15000 рупій | 2016 |
| 135  | Палау                                                 | $3.00 на годину | $3.00 на годину | 2017 |
| 136  | Палестинська держава                                  | $384 | ₪1450 | 2017 |
| 137  | Панама                                                | $1,53 - $4,45 за годину, в залежності від регіону і сектора. | 1,53 до 4,45 бальбоа на годину. | 2018 |
| 138  | Папуа - Нова Гвінея                                   | $43 | 140 кіна | 2017 |
| 139  | ПАР                                                   | $173 рекомендована мінімальна заробітна плата в приватному секторі | 2474 рандів | 2017 |
| 140  | Парагвай                                              | $348 | 2 112 562 гуарані | 2018 |
| 141  | Перу                                                  | $262.67 | 850 Новий соль | 2017 |
| 142  | Південний Судан                                       | - | - | 2017 |
| 143  | Польща                                                | $1176 | 4 666 злотих | 2024 |
| 144  | Португалія                                            | $800 | €700 | 2019 |
| 145  | Росія                                                 | $162 | 12130 рубль | 2020 |
| 146  | Руанда                                                | - | - | 2017 |
| 147  | Румунія                                               | $508.65 | 2080 леїв | 2019 |
| 148  | Сальвадор                                             | $304.17 | $304.17 | 2018 |
| 149  | Самоа                                                 | $0,89 за годину для приватного сектора; $1.18 для державного сектора | WST$2,00 за годину для приватного сектора; WST$2.65 для державного сектора | 2017 |
| 150  | Сан-Марино                                            | $1735 | €1501,49 | 2017 |
| 151  | Сан-Томе і Принсіпі                                   | $40 на місяць для державних службовців | 750 тис добр | 2017 |
| 152  | Саудівська Аравія                                     | $720, не поширюється на іноземних працівників. | 3000 ріял.. | 2013 |
| 153  | Свазіленд                                             | $60,50 в місяць для некваліфікованих робітників; $ 86,50 в місяць для кваліфікованих робітників. | 420 emalangeni в місяць для некваліфікованих робітників; 600 emalangeni в місяць для кваліфікованих робітників. | 2011 |
| 154  | Сейшельські Острови                                   | $1.84 на годину | 26.70 рупій на годину | 2017 |
| 155  | Сенегал                                               | $0,42 на годину для загальних працівників і $0,37 на годину для сільськогосподарських працівників. | 209.10 франків на годину для загальних працівників і 182,95 франків на годину для сільськогосподарських працівників. | 2017 |
| 156  | Сент-Вінсент і Гренадини                              | - | - | 2017 |
| 157  | Сент-Кітс і Невіс                                     | $3.31 на годину | EC$9.00 на годину | 2017 |
| 158  | Сент-Люсія                                            | від $59 до $111 | від EC$160 до EC$300 | 2017 |
| 159  | Сербія                                                | $274 | 28575,20 динар | 2019 |
| 160  | Сінгапур                                              | - | - | 2017 |
| 161  | Сирія                                                 | Варіюється від $ 176 до $ 266 в місяць, плюс пільги, включаючи компенсацію за харчування, форму і транспорт. | Варіюється від 9,765 фунтів до 14,760 фунтів в місяць, плюс пільги, включаючи компенсацію за харчування, форму і транспорт. | 2013 |
| 162  | Словаччина                                            | $577 | €48 | 2018 |
| 163  | Словенія                                              | $1050 | €842,79 | 2018 |
| 164  | Соломонові Острови                                    | $0,55 для всіх працівників, крім тих, які входять в рибальський і сільськогосподарський сектори. | SI$4,00 на годину для всіх працівників, крім тих, які входять в рибальський і сільськогосподарський сектори, які отримують SI$3,2 в | 2008 |
| 165  | Сомалі                                                | - | - | 2017 |
| 166  | Судан                                                 | $70 доларів США в місяць. | 425 фунтів в місяць. | 2008 |
| 167  | Суринам                                               | - | - | 2017 |
| 168  | Східний Тимор                                         | $115 | | 2012 |
| 169  | Сполучені Штати Америки                               | $7.25 на годину | $7.25 на годину | 2017 |
| 170  | Сьєрра-Леоне                                          | $64 | 500000 Леонов | 2017 |
| 171  | Таджикистан                                           | $31 | 250 сомоні | 2013 |
| 172  | Таїланд                                               | $9.02 в день | 300 бат в день | 2013 |
| 173  | Тайвань                                               | $750,58 | NT$23100 | 2019 |
| 174  | Танзанія                                              | Залежить від сектора, варіюється від $ 17 в місяць до $ 176 в місяць. | Залежить від сектора, варіюється від 40 000 шилінгів в місяць до 400 000 шилінгів в місяць. | 2017 |
| 175  | Того                                                  | $70 | 35000 франків | 2012 |
| 176  | Тонга                                                 | - | - | 2017 |
| 177  | Тринідад і Тобаго                                     | $2,36 на годину. | TT$15,00 на годину. | 2015 |
| 178  | Тувалу                                                | - | - | 2017 |
| 179  | Туніс                                                 | Для промислового сектора: $140 в місяць при 48-годинному робочому тижні і $120 в місяць при 40-годинному робочому тижні. Від $3,70 до $5,7 в день для сільськогосподарських робітників. | Для промислового сектора: 340 динарів в місяць при 48-годинному робочому тижні і 290 динарів в місяць при 40-годинному робочому тижні. Від 9 динарів до 14 динарів в день для сільськогосподарських робітників. | 2011 |
| 180  | Туреччина                                             | $338 | 2020 лір | 2019 |
| 181  | Туркменія                                             | $156 | 535 манатів | 2015 |
| 182  | Уганда                                                | $34,58 | 13000 шилінгів | 2017 |
| 183  | Угорщина                                              | $530 ($695 для кваліфікованих фахівців) | 149000.00 (195000.00 для кваліфікованих фахівців) форинтів | 2019 |
| 184  | Узбекистан                                            | $21 | 172 240 сумів | 2017 |
| 185  | Україна                                               | $191,66 | 8000 гривень | 2025 |
| 186  | Уругвай                                               | $386.79 | 11150 песо | 2017 |
| 187  | Фіджі                                                 | $2.68 на годину. | FJ$2.68 на годину. | 2017 |
| 188  | Філіппіни                                             | Варіюється від $4.72 в день в сільськогосподарському секторі в регіоні Ілокос до $9.96 в день в несільськогосподарського секторі в Манильской агломерації. | Варіюється від 243 песо в день в сільськогосподарському секторі в регіоні Ілокос до 512 песо в день в несільськогосподарського секторі в Манильской агломерації. | 2017 |
| 189  | Фінляндія                                             | - | - | 2017 |
| 190  | Франція                                               | $1734 | €1498.47 | 2018 |
| 191  | Хорватія                                              | $544 | 3439.80 кун | 2018 |
| 192  | Центральноафриканська Республіка                      | $63 | 35000 франків | 2017 |
| 193  | Чад                                                   | $120 | 59995 франків | 2017 |
| 194  | Чехія                                                 | $870 | 20 800 крон | 2025 |
| 195  | Чилі                                                  | $389 для працюючих віком 18-65 років; $318 для працюючих молодше 18 років і старше 65 років | 301000 песо для працюючих віком 18-65 років; 214999 песо для працюючих молодше 18 років і старше 65 років | 2019 |
| 196  | Чорногорія                                            | $229.18 | €193 | 2013 |
| 197  | Швейцарія                                             | - | - | 2017 |
| 198  | Швеція                                                | - | - | 2017 |
| 199  | Шрі-Ланка                                             | $65.36 | 10000 рупій | 2016 |
| 200  | Ямайка                                                | $ 48.45 в тиждень | 6200 доларів в тиждень | 2016 |
| 201  | Японія                                                | Варіюється від $ 6.53 до $ 8.53 на годину. Встановлених на префектурній і галузевій основі. | Варіюється від 714 єн до 932 єн на годину. | 2017 |